# Хлорид хрома(IV)
Хлорид хрома(IV) — неорганическое соединение, соль металла хрома и соляной кислоты с формулой CrCl4, коричневое вещество, термически очень неустойчиво.

## Получение
- Действие хлора на хлорид хрома(III) с последующим резким охлаждением твёрдой углекислотой:

{\displaystyle {\ce {2CrCl_3 + Cl_2 ->[700^o C] 2CrCl_4}}}

## Физические свойства
Хлорид хрома(IV) образует коричневое вещество, которое начинает разлагаться уже при -80°С.

## Химические свойства
- Разлагается (в вакууме быстрее):

{\displaystyle {\mathsf {2CrCl_{4}\ {\xrightarrow {-80^{o}C}}\ 2CrCl_{3}+Cl_{2}\uparrow }}}